# Яковлев, Михаил Васильевич (футболист)
Михаи́л Васи́льевич Я́ковлев (12 июля 1893, Санкт-Петербург, Российская империя — 1942, Ленинград, РСФСР, СССР) — российский футболист, играл на позиции защитника и полузащитника.

## Биография
Начал карьеру в клубе «Коломяги» в 1909 году, затем выступал за клуб «Унитас» с 1911 года по 1916 год.
В сборной России дебютировал 1 июля 1912 года на Олимпийских играх 1912 года, в матче, в котором россияне сокрушительно проиграли сборной Германии 0:16. Всего за национальную команду провёл 3 игры.
Умер в 1942 году в блокадном Ленинграде.

## Достижения
Санкт-Петербург
- Чемпион Санкт-Петербурга: 1912
- Бронзовый призёр чемпионата Петрограда: 1914
- Обладатель Кубка Санкт-Петербурга (2): 1912, 1913
- Финалист Кубка Петрограда: 1915

## Статистика

### Как игрок
| Матчи Яковлева за сборную России | Матчи Яковлева за сборную России | Матчи Яковлева за сборную России | Матчи Яковлева за сборную России | Матчи Яковлева за сборную России | Матчи Яковлева за сборную России                           |
| Дата                             | Место проведения                 | Оппонент                         | Счёт                             | Голы                             | Соревнование                                               |
| -------------------------------- | -------------------------------- | -------------------------------- | -------------------------------- | -------------------------------- | ---------------------------------------------------------- |
| 1 июля 1912                      | Сольна, пригород Стокгольма      | Германия                         | 0-16                             | -                                | Летние Олимпийские игры 1912. Утешительный турнир          |
| 3 июля 1912                      | Транеберг, пригород Стокгольма   | Норвегия                         | 1-2                              | -                                | Товарищеский матч                                          |
| 4 мая 1913                       | Москва                           | Швеция                           | 1-4                              | -                                | Товарищеский матч (как сборная Московской футбольной лиги) |